# Псалтиріон
Псалтиріон, або псалтерій (грец. ψαλτήριον, від грец. ψάλλω — «щипати струни», лат. psalterium) — це струнний музичний інструмент, за свою історію безліч разів змінював зовнішній і вигляд і техніку гри. У супроводі псалтиріона виконували псалми.
На одних псалтеріонах грали щипком, на інших брязканням, а на третіх за допомогою смичка. Найдавнішими є щипкові інструменти, серед їх «родичів» цитра, арфа і гуслі. За назвою цього інструменту названа (в християнській традиції) старозавітна книга Псалтир.
У християнському богослов'ї псалтерію (як і деяким іншим музичним інструментам) надавали символічний сенс. Ориген і Афанасій Великий порівнювали 10-струнний псалтерій з людським тілом, оскільки він символізував п'ять органів почуттів і п'ять видів «діяльності душі», в іншій інтерпретації — символізував десять заповідей.

## Характеристика
Струни середньовічного інструменту, як правило, були виготовлені з металу, на відміну від струн арфи, зроблених з кишок тварин. Є багато ілюстрацій, на яких зображено, як на інструменті грають за допомогою плектру. Якщо арфа мала одинарні струни, то псалтиріон міг мати кілька струн для одного тону. Інстурмент мав деку під струнами. Псалтиріон порівнювали з клавесином і цимбалами, хоча на останніх грають не щипанням струн, а ударом спеціальних молоточків.
У XII по XV століття псалтиріони доволі часто зустрічаються в рукописах, картинах і скульптурі по усій Європі. Вони дуже різняться за формою та кількістю струн.

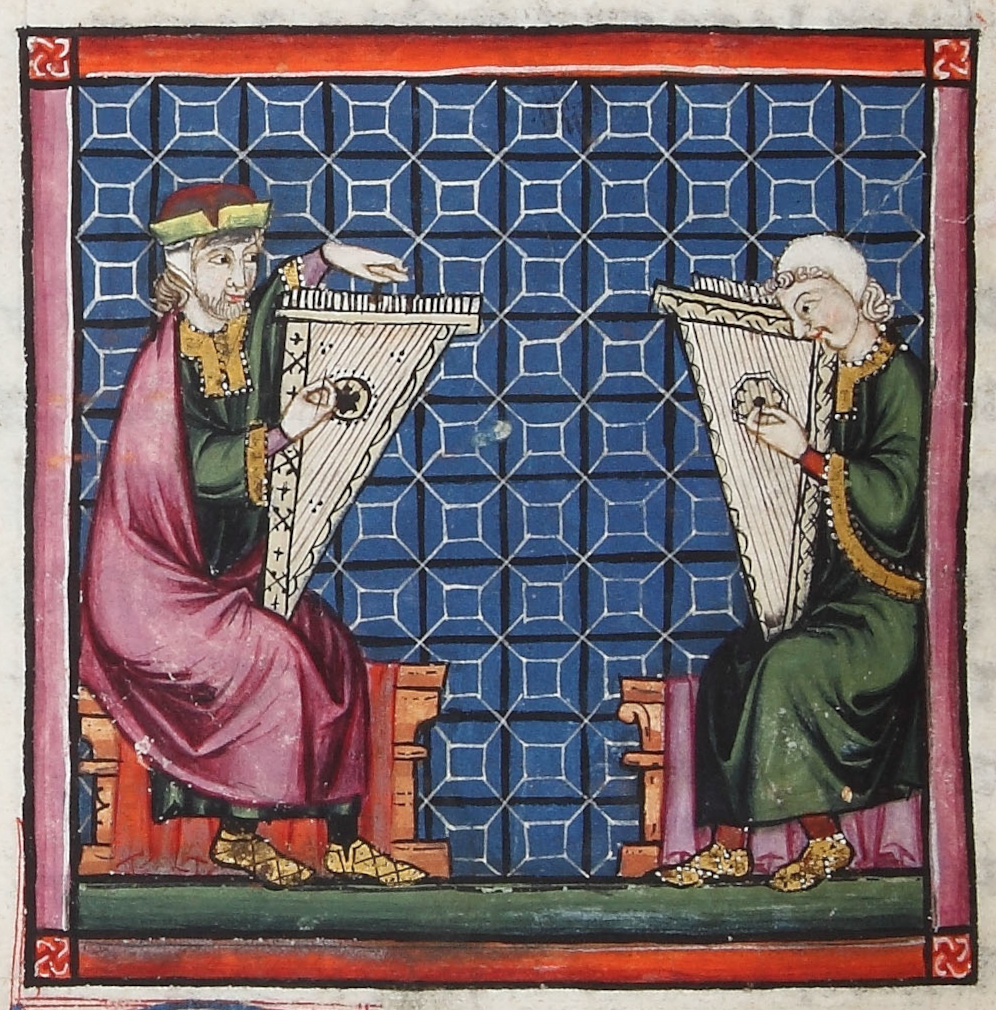
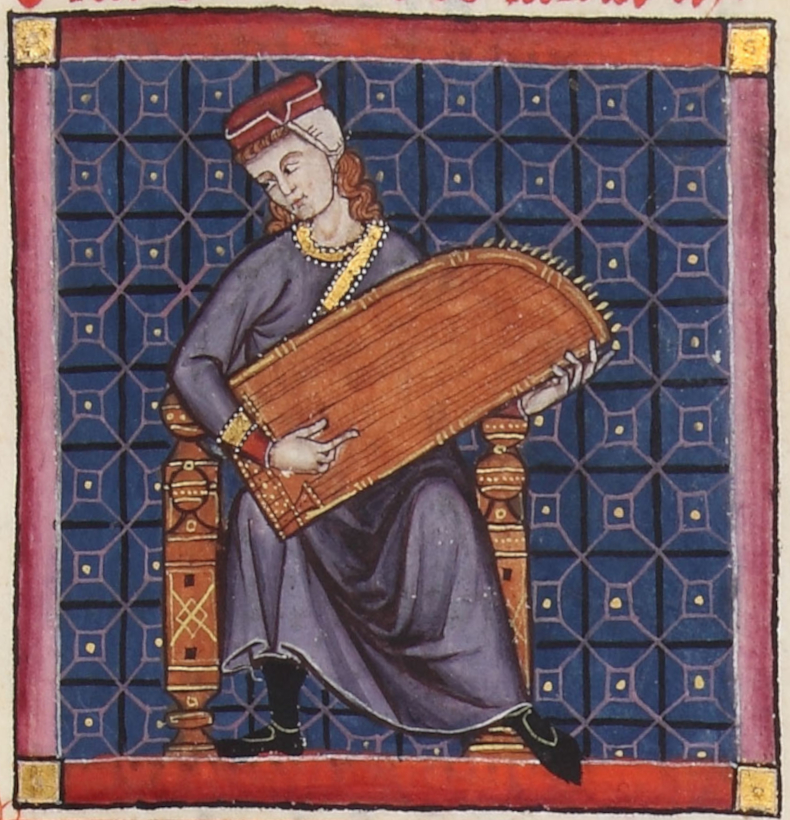
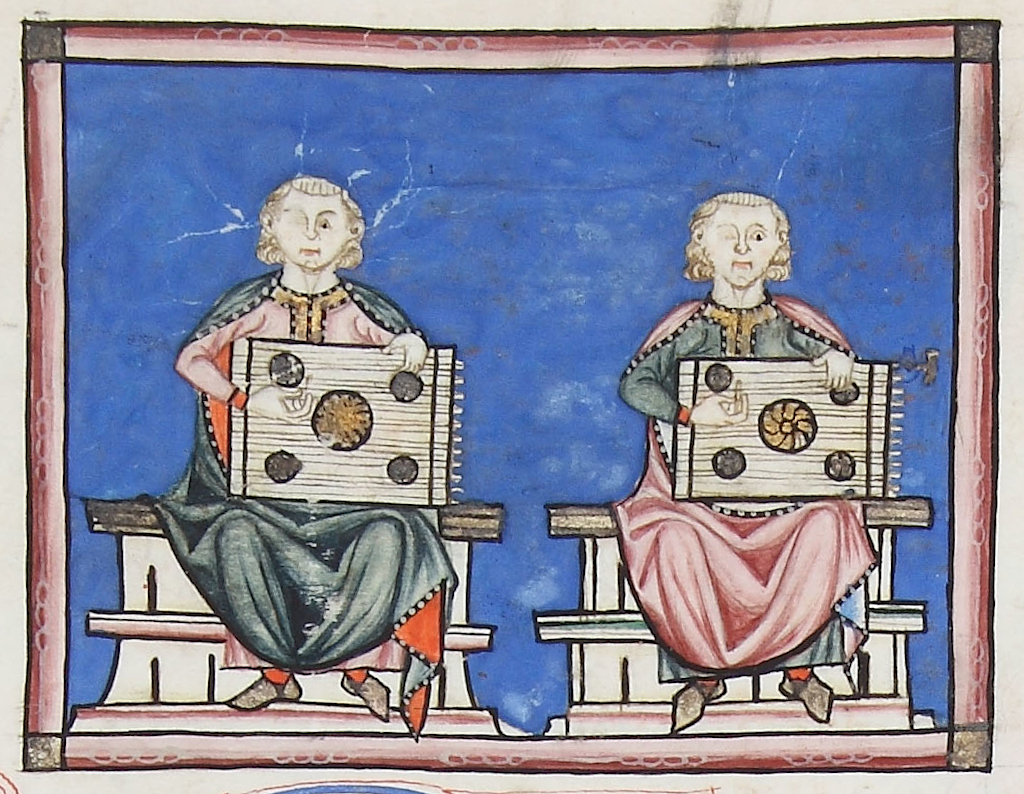
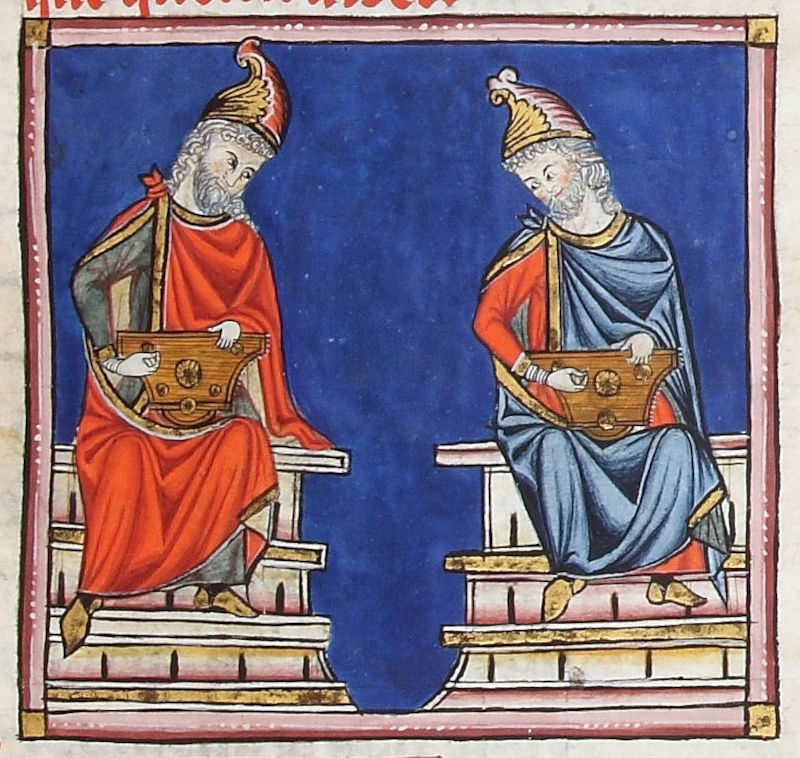
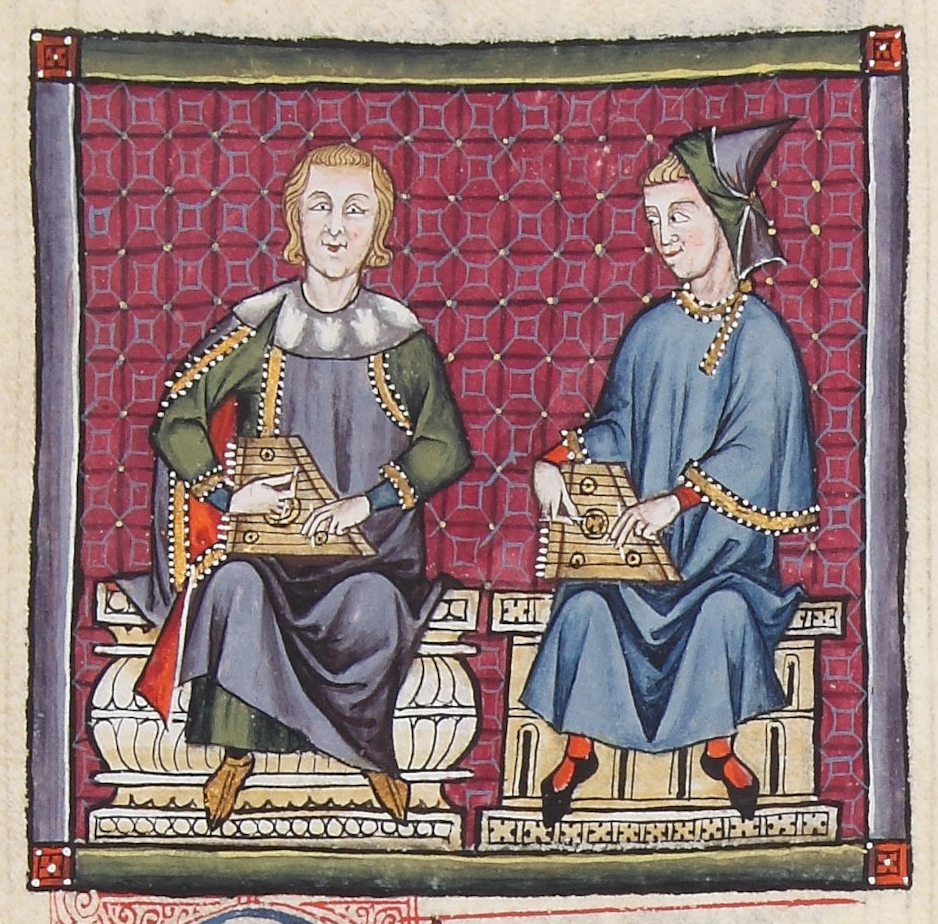